# Juan de Vergara (Maestro)
Juan de Vergara (Santafé, siglo XVI) fue un arquitecto y maestro mayor Es reconocido por ser el autor de los planos y encargado del proyecto de la Catedral Primada de Colombia, hoy considerada un monumento y patrimonio nacional. de Colombia.

## Biografía
Nacido en Santafé, en el Virreinato de la Nueva Granada, durante el siglo XVI. 
El 12 de mayo de 1572, Vergara actuando como director inició la construcción de la catedral sentó la primera piedra basado en los planes que él mismo había trazado, mientras que la labor de cantería fue dirigida por Antonio Moreno Dajubita. La ceremonia de inicio de construcción contó con la presencia del presidente de la Real Audiencia de Santafé de Bogotá, Andrés Díaz Venero de Leyva, así como de oidores, cabildantes, miembros del clero, nobles y otras figuras destacadas de la ciudad.
Sin embargo, en 1574, la obra fue suspendida debido a la falta de fondos, lo que resultó en una edificación inconclusa y con deficiencias La catedral carecía de sacristía y dependencias, y su única torre, ubicada en el extremo sur de la fachada, apenas llegó a construirse parcialmente.

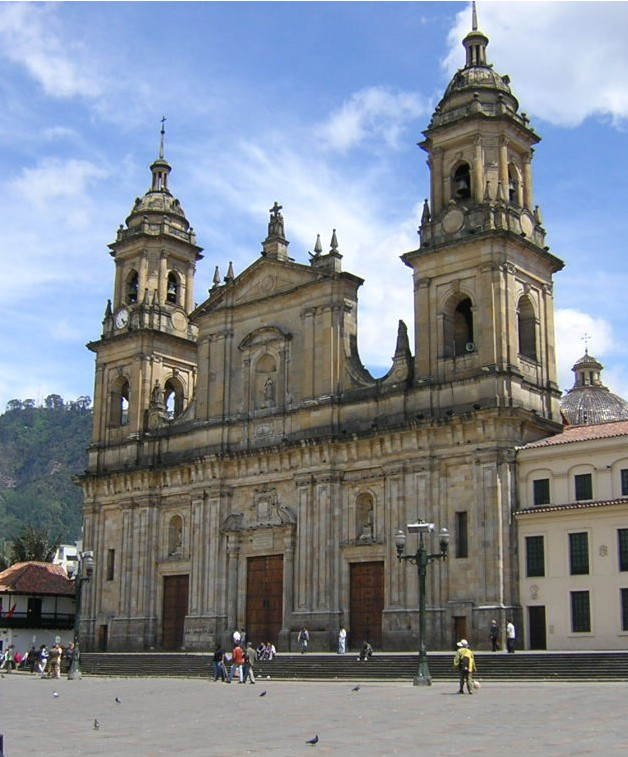
Catedral Primada de Colombia en Bogotá

A pesar de estas limitaciones, la estructura sentó las bases para la actual Catedral Primada de Colombia, que posteriormente fue concluida y reformada por el arquitecto Fray Domingo Petrés en el siglo XVIII.
A lo largo de su historia, la catedral fue objeto de varias modificaciones y reconstrucciones. Finalmente, el actual edificio fue diseñado por Fray Domingo de Petrés y construido entre 1807 y 1823, en el mismo lugar donde anteriormente se habían erigido tres catedrales sucesivas. En 1902, el papa León XIII le otorgó el título honorífico de Primada de Colombia a través del Decreto de la Congregación Consistorial. Posteriormente, debido a su importancia histórica, arquitectónica y cultural, fue declarada Monumento Nacional mediante el Decreto 1.584 del 11 de agosto de 1975.